# Estadio Olímpico de Villahermosa
El Estadio Olímpico de Villahermosa es un recinto deportivo localizado en la ciudad de Villahermosa, Tabasco, México. Cuenta con una capacidad para 12,000 espectadores y es la sede del equipo Napoli Tabasco de la Tercera División de México.

## Historia
En la década de 1960 inició la construcción de una ciudad deportiva en la capital de Tabasco, como parte de este proyecto se construyeron el Parque Centenario 27 de Febrero, dedicado al béisbol y el Estadio Olímpico de Villahermosa, dedicado al fútbol.                                                                             
El estadio fue inaugurado el 6 de octubre de 1964 con un encuentro amistoso entre los clubes América y Guadalajara, luego de un trabajo que llevó cuatro años de construcción y con un costo de cuatro millones de pesos de la época.
A lo largo de su historia el estadio ha albergado partidos de Primera División 'A', Segunda División y Tercera División, ya que ha sido sede de diversos clubes que han representado a la ciudad y al estado a lo largo de su historia, sin embargo, ninguno de ellos se ha establecido en el lugar por mucho tiempo. Algunos equipos de la Primera División han jugado algunos partidos amistosos de pretemporada en este recinto.
En 1992, el estadio Olímpico de Villahermosa fue la sede del partido de ida de la Copa Interamericana que enfrentó al Club Puebla contra el equipo chileno Club Social y Deportivo Colo-Colo, el encuentro se celebró en Villahermosa como parte de un acuerdo comercial de una empresa local encargada de la gestión de eventos deportivos la cual aprovechó que el equipo poblano enfrentaba el veto de su estadio durante la primera parte de la temporada 1992-93.
En 1993 la selección mexicana disputó un partido amistoso en este estadio como parte de su preparación rumbo a la Copa Mundial de fútbol de 1994. El juego enfrentó al equipo tricolor contra el Club Atlético Peñarol, el encuentro terminó con empate a un gol.

### Remodelación
En 2020 el estadio comenzó a ser sometido a un proceso de remodelación para adecuarlo a los requerimientos de la Liga de Balompié Mexicano, competencia que en un principio contaría con la participación de un equipo local, sin embargo, el 24 de junio se anunció un acuerdo entre la directiva del Club Universidad Nacional, empresarios locales y el Gobierno del Estado de Tabasco con el objetivo de establecer a la escuadra Pumas Tabasco de la Liga de Expansión MX en este recinto. El proceso de mejora del estadio se centró principalmente en el equipamiento para los equipos y el cuerpo arbitral, la mejora del techo, detalles en la pintura interior y exterior del recinto así como un renovado del césped. Posteriormente, en el mes de octubre se comenzó la colocación de butacas en algunas zonas del recinto para adaptarlo a los requisitos de la Liga de Expansión y mejorar la comodidad de los espectadores, con esto finalizaron las obras de remodelación.